# Vivid Telepathy
「Vivid Telepathy」（ヴィヴィッド・テレパシー）は、2014年11月19日に発売された日本の女性歌手・玉置成実の24枚目のシングル。発売元は前2作とは異なり、ワーナー・ブラザース・ホームエンターテイメント。

## 概要
- 表題曲はTOKYO MX他放送のテレビアニメ「白銀の意思 アルジェヴォルン」の後期エンディングテーマになっており、テレビアニメのテーマとしては2009年にリリースした16thシングル「GIVE ME UP」以来。[1]
- 表題曲の編曲には2ndシングル「Realize」の表題曲以来、約11年ぶりに荒井洋明が担当している他、カップリング曲の「Do Ya Wanna Dance」は、6thシングル「Reason」のカップリング曲「Truth」以来、約10年ぶりに作曲・編曲を渡辺未来が担当しており、共に前作と同じくSony Music時代のアーティストが起用された。[1]
- 今作のリリース後、インペリアルレコードからSPACE SHOWER MUSICへ移籍している。

## 収録曲
初回限定盤と通常版の2種類がリリースされ、初回限定盤には以下4曲のほかに表題曲のプロモーションビデオが収録されている。
1. Vivid Telepathy
作詞：深川琴美 / 作曲：佐伯高志 / 編曲：荒井洋明
2. Do Ya Wanna Dance
作詞：石川絵理 / 作曲・編曲：渡辺未来
3. Vivid Telepathy (instrumental)
4. Do Ya Wanna Dance (instrumental)